# Monte (Francja)
Monte (kors. U Monte) – miejscowość i gmina we Francji, w regionie Korsyka, w departamencie Górna Korsyka.
Według danych na rok 2008 liczba ludności wyniosła 539.